# Seminis
Seminis Vegetable Seeds, Inc. ist ein US-amerikanischer Züchter, Produzent und Vermarkter von Saatgut für Früchte und Gemüse.

## Geschichte
Das in Oxnard (Kalifornien, USA) ansässige Unternehmen wurde 1994 gegründet als Zusammenschluss der Unternehmen Asgrow und Petoseed. Im März 2005 wurde Seminis vom Monsanto-Konzern für 1,4 Milliarden US-Dollar (inklusive Schuldenübernahmen, zuzüglich einer performanceabhängigen Zahlung von bis zu 125 Millionen US-Dollar im Jahr 2007) erworben. Seit 2018 gehört das Unternehmen durch die Übernahme Monsantos zur Bayer AG.